# 鮑の煮貝

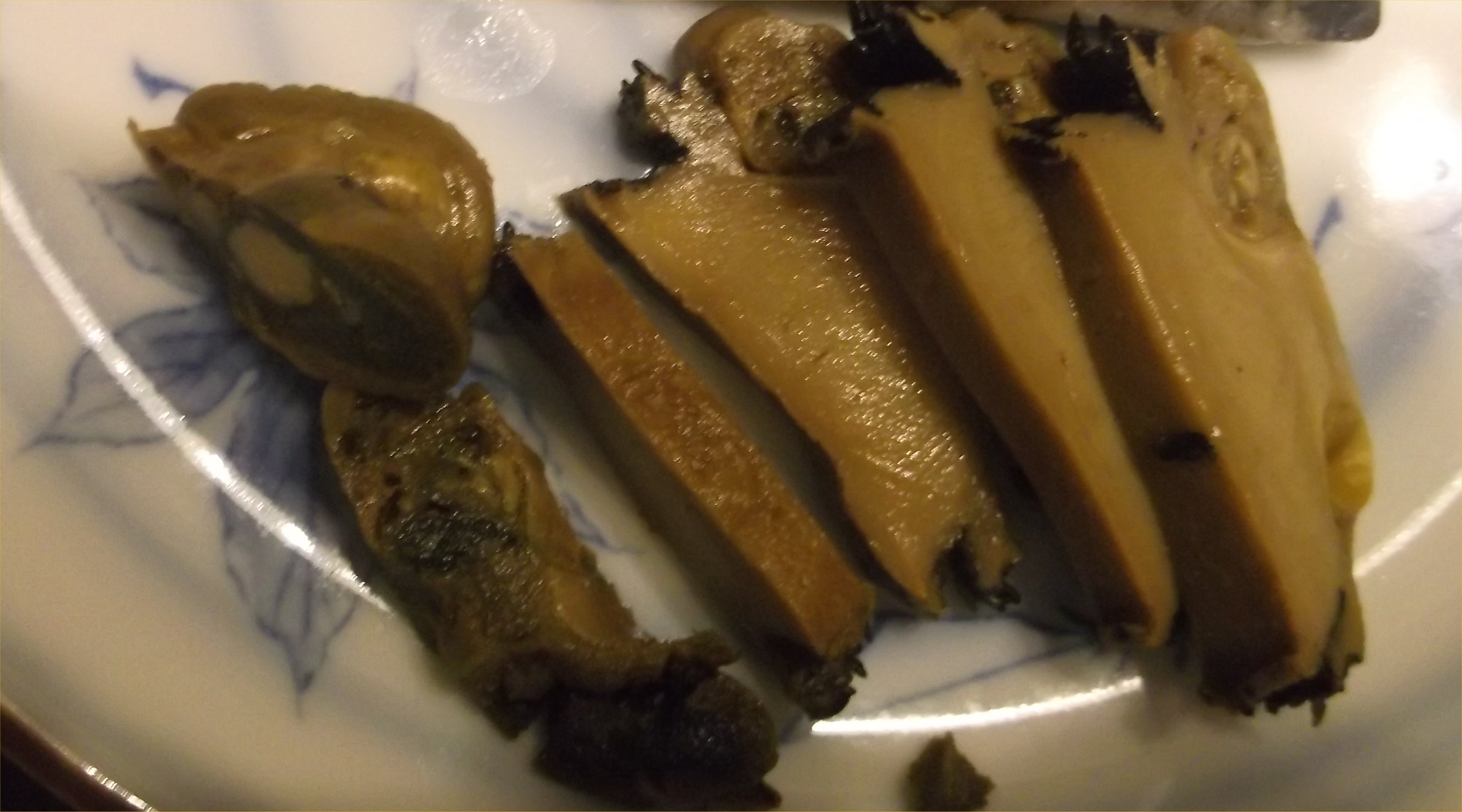
鮑の煮貝

鮑の煮貝（あわびのにがい）は、山梨県（甲斐国）の名産品。
高級食材である鮑（ミミガイ科のクロアワビ、メガイアワビ、マダカアワビ）を貝殻を外して、丸のまま醤油ベースの煮汁で煮浸しにした加工食品である。材料をアワビと同じミミガイ科のトコブシに換えた類似品もあるが、こちらは単に煮貝と呼ばれる。
古くからの高級名産品であり、現代においても県内スーパーマーケット・百貨店などで気軽に売ってはいるものの、値は高く一般家庭の食卓に上がることはほぼない。結婚式などの晴れの日において出てくることが多いほか、県内外のお世話になった人への贈答品として買われることが多い食品である。

## 概要

### 煮貝の由来
甲斐国（山梨県）は海に面しない内陸地域であるが駿河湾を有する駿河国（静岡県）に近く、中世後期・近世期には塩・海産物が駿河・相模国（神奈川県）方面から移入されていた。駿河・相模方面の海産物は塩漬けや醤油漬け、干物など保存加工を施された上で、主に駿州往還（河内路）や中道往還など富士山山麓の気候が冷涼な道筋を伝って移入された。
煮貝は駿河湾で獲れたアワビを加工し、醤油漬けにして木の樽に入れ、馬の背に乗せて甲斐に運んだところ、馬の体温と振動によって醤油がアワビに程良く染み込んで、甲府（甲府市）に着く頃にはちょうど良い味に仕上がったとする伝承がある。。

### 煮貝に関する文献史料
文献資料では、江戸時代初期に成立した『甲陽軍鑑』品第四十四「御献立之次第」に「貝鮑」が記述されている。「御献立之次第」は写本系の巻十六に記される本膳料理の献立であるが由来が記されず、巻十六は版本に存在せず、言語的特徴から刊行に際して追記されたものであると考えられている。献立の内容から身分の高い武家の婚礼に関する料理で、年代は16世紀から17世紀初頭、四條派の流れを汲むものであると考えられている。このため「御献立之次第」は武田家との関係は認められず、「貝鮑」も甲斐の煮貝と異なりアワビの貝殻に高盛で身を盛った料理とされる。
アワビの煮貝に関する文献資料は、2008年段階で笛吹市石和町の篠原家文書に含まれる文政12年（1829年）の「御用其外日記」が初出とされ、形態は不明であるが「尓加以（にがい）」と呼称されている。また、弘化3年（1846年）の甲府学問所・徽典館学頭の林靏梁の日記には「煮鮑」「生鮑の塩漬け」が記録され、塩漬けとは区別されていたことが確認される。
「林靏梁」では弘化3年6月8日に暑中見舞いとして煮貝を送られており、これは新暦の8月15日頃に相当する。また、山梨県立博物館所蔵の「頼生文庫」に含まれる「甲府中元並歳暮祝儀受納帳四冊」内の「歳暮祝儀受納録」によれば、日付不明であるが天保8年（1837年）に中元として煮貝が送られており、夏期の贈答品として用いられていたと考えられている。
甲府横近習町（甲府市中央二丁目）の呉服商・大木家に伝わる大木家資料には富士信仰に関するものが含まれる。天保14年（1843年）には富士登山にあたり商人仲間から集まった餞別を書き記した「富士大山登山餞別日下恵」には「仁賀伊（にがい）」が記されており、これは煮貝を指していると考えられている。
古市場村（南アルプス市古市場村）の蘭方医・大久保黄斎（1812年 - 1895年）の家には安政4年（1857年）から明治28年（1895年）にかけて日々の出費明細を記録した『世事記』（身延山図書館・池原文庫所蔵）が残されており、江戸後期から明治期にかけての多くの海産物が記録されていることで知られる。
『世事記』に記録される貝類では植月・宮澤（2011）による集計では18品目が記載され、「煮貝」のほか「煮漬」「干貝」などが見られる。「煮貝」と記載される貝類にはサザエやバカガイ、アサリ、ハマグリなど具体的な貝の名が記載されているが、単に「煮貝」と記載されているものもあり、これは江戸後期・明治期において「煮貝」はアワビの煮貝を指すことが自明であったためと考えられている。
静岡県側の記録では、1894年（明治27年）の『静岡県水産誌』ではアワビの煮貝に関する記載は見られないが、サザエを用いた煮貝製造業者が山梨県に向けて年間に醤油樽150樽を輸送していたと記されている。『静岡県水産誌』では静岡県におけるアワビの主要な産地を伊豆半島南部の田牛（静岡県下田市）を中心とする漁区としており、漁期は4月から10月で、加工されて甲信地方へ輸送されたという。

### 考古史料から見たアワビの利用
考古資料では戦国時代に武田氏館跡（甲府市武田）や勝沼氏館跡（甲州市勝沼町）でアワビの貝殻が出土しているが、煮貝として加工され搬入された場合は貝殻が残らないため、戦国期のアワビの貝殻は『甲陽軍鑑』に記される「貝鮑」に用いたものとも考えられている。
江戸後期から明治期には富士川町の鰍沢河岸からアワビの貝殻が出土しており、甲府城下町遺跡においても19世紀中葉のクロアワビが出土している。
また、山梨県の地域食ではウバガイ（ホッキガイ）を乾燥させた「乾姥貝」も存在する。

## 食べ方
刺身用とステーキ用がある。刺身用をステーキとして、ステーキ用を刺身として食べても問題はないが、製造の違いなどから指定された調理法で食すほうが望ましい。
刺身用は煮汁を捨て、身を薄くスライスして食べる。ステーキ用は切り身をいれ鉄板の上で焼く。

## 入手方法
山梨県内の土産物店や全国の大手百貨店で販売されているほか、主要製造業者のウェブサイトからも注文ができる。国産品と輸入品があるが国産品が出回ることは殆どなく、市場に出回っているアワビの殆どは輸入品である。しかし輸入品も1個数千円するのはざらで、さらに近年はアワビの需要が増加しているため値段が急騰している影響から、山梨県内では人工海水を作るなどしてアワビを養殖する業者も現れてきている。

### 山梨県内製造企業
- 株式会社かいや - 豪産あわび、国産黒あわび、チリ産茜あわび、韓国または台湾産蝦夷あわび(国産のえぞあわびは取り扱っていない)。県内で最も有名な煮貝販売企業。主力商品は豪産あわびは天然、養殖あり。高価な黒あわび、安価な茜あわび。更に安価な蝦夷あわびは養殖の外国産のみ。肝のみは蝦夷あわびのみ。同じあわびでも高級品から安価な商品まで取り扱う。しかし高級な黒あわびなどに対して蝦夷あわびは外国産の安価な物しか使用していないため旨みに欠ける。
- 有限会社みな与 - 国産黒あわびのみ(国産の蝦夷あわびは取り扱っていない)肝のみの販売もあるが内容量が多い分値段も高い。テナント事業なども手掛けている。
- 株式会社信玄食品 - 主力商品はチリ産茜あわび。蝦夷あわびは養殖の韓国産のみ。比較的安価な商品のみの取り扱いだが、内容量からか値段は豪産あわび近くする。あわび以外の商品も充実している。